# Erzsébetváros
Erzsébetváros – dzielnica stolicy Węgier, Budapesztu. W miejskiej numeracji administracyjnej oznaczona numerem VII.

## Położenie
Dzielnica Erzsébetváros znajduje się w peszteńskiej części miasta, w bezpośrednim centrum Budapesztu. Od wschodu graniczy z dzielnicą Zugló, od południa z dzielnicą Józsefváros, od zachodu z dzielnicą Belváros-Lipótváros, zaś od północy z dzielnicą Terézváros.

## Nazwa
Nazwę Erzsébetváros na język polski można przetłumaczyć jako „miasto Elżbiety”. Pochodzi od Elżbiety Bawarskiej „Sisi”, żony cesarza Franciszka Józefa I, cesarzowej Austrii i królowej Węgier.

## Historia
Dzielnica powstała w wyniku połączenia Budy, Pesztu i Óbudy w jedno miasto 1 stycznia 1873 roku.

## Osiedla
W skład dzielnicy wchodzą osiedla:
- Erzsébetváros
- Istvánmező (część)

## Zabytki
Na terenie dzielnicy znajdują się następujące zabytki:
- Wielka Synagoga
- Synagoga Rumbach

## Współpraca
- Święty Włas, Bułgaria
- Požega, Chorwacja
- Nevers, Francja
- Stawrupoli, Grecja
- Siedlce, Polska
- Stari Grad, Serbia
- Karlovac, Chorwacja